# Stefan Kownas
Stefan Apoloniusz Kownas (ur. 9 lutego 1898 w Radomiu, zm. 13 grudnia 1978 w Szczecinie) – polski botanik, profesor nauk przyrodniczych, nauczyciel akademicki.

## Życiorys
Stefan Kownas był absolwentem Uniwersytetu im. Stefana Batorego w Wilnie, gdzie ukończył naukę na Wydziale Matematyczno-Przyrodniczym, uzyskując w 1935 magisterium w zakresie botaniki.
Założyciel Korporacji Akademickiej Konwent Batoria w Wilnie.
Pracę zawodową rozpoczął w wieku 23 lat, w latach 1921-1939 był pedagogiem i wychowawcą w szkołach i uczelniach wileńskich. Po uzyskaniu magisterium został asystentem-wolontariuszem w Katedrze Botaniki Ogólnej na Uniwersytecie Wileńskim. W ciągu 4 lat zdołał opublikować 2 prace naukowe, które dotyczyły okresu spoczynku roślin. 
Okres okupacji hitlerowskiej Stefan Kownas spędził w Wilnie, poza pracą w zakładzie chemicznym był wykładowcą w ramach tajnego nauczania. W 1944 został aresztowany i uprzednim więzieniu zesłany do pracy w kopalni węgla w Donbasie.
Po powrocie do kraju osiedlił się w Toruniu, gdzie zatrudnił się w Zakładzie Botaniki Ogólnej Uniwersytetu im. Mikołaja Kopernika. Jego specjalizacją była paleobotanika. 5 czerwca 1950 Stefan Kownas obronił pracę doktorską i otrzymał stopień doktora nauk przyrodniczych, cztery lata później ukończył pracę habilitacyjną. Rok później toruńska uczelnia przyznała mu tytuł docenta. W 1954 w Szczecinie rozpoczęto tworzenie Katedry Botaniki w Wyższej Szkole Rolniczej, profesorowi powierzono funkcję kierownika katedry. Podczas pracy akademickiej Stefan Kownas był kolejno prodziekanem, dziekanem oraz prorektorem ds. nauki. W dniu 17 września 1960 otrzymał tytuł profesora nadzwyczajnego, a siedem lat później, tj. 22 kwietnia 1967 – tytuł profesora zwyczajnego. Praca naukowa profesora Kownasa była skoncentrowana na paleontologii i dendrologii. 
Mimo awansu naukowego nigdy nie zaprzestał działalności wychowawczej. Zmieniało się jej miejsce i wychowankowie, ale nie zmieniało podejście do drugiego człowieka.
Stefan Kownas w 1955 zainicjował na szczecińskiej uczelni pierwsze koło naukowe, było to Naukowe Koło Botaników. Wypromował 6 doktorów i był opiekunem 2 rozpraw habilitacyjnych. Był współorganizatorem Szczecińskiego Towarzystwa Naukowego, Szczecińskiego Oddziału Polskiego Towarzystwa Przyrodników im. Kopernika, Ligi Ochrony Przyrody i Wojewódzkiego Komitetu Ochrony Przyrody w Szczecinie oraz organizatorem Szczecińskiego Oddziału Polskiego Towarzystwa Botanicznego.
Profesor Stefan Kownas był znanym społecznikiem i patriotą. 
Został pochowany 16 grudnia 1978 na Cmentarzu Centralnym w Szczecinie (kw. 3B-10-10). Pozostawił żonę Helenę oraz córkę Irenę (aktorkę) i syna Jerzego (aktora).

## Odznaczenia
- Krzyż Walecznych (1920)
- Srebrny Krzyż Zasługi (1954)
- Medal 10-lecia Polski Ludowej (1955)
- Złoty Krzyż Zasługi  (1957)
- Odznaka 1000-lecia Państwa Polskiego (1964)
- Krzyż Kawalerski Orderu Odrodzenia Polski (1968)
- Zasłużony Nauczyciel PRL (1973)

## Upamiętnienie
- Stefan Kownas jest patronem szczecińskiego Ogrodu Dendrologicznego.
- Był także patronem nieistniejącego szczecińskiego Gimnazjum nr 6 przy ulicy Niemierzyńskiej, w którym wmurowano tablicę upamiętniającą profesora Kownasa[2].